# Río Polochic
El río Polochic es uno de los principales ríos de Guatemala en la vertiente hidrográfica del mar Caribe. Nace en las tierras altas de Alta Verapaz y discurre de occidente a oriente a lo largo de 194 km, atravesando Alta Verapaz e Izabal, recorriendo los pueblos de Tamahú, Tucurú, La Tinta, Teleman y Panzós, para desembocar en el lago de Izabal. El río es navegable unos 30 km, del lago de Izabal hasta Panzós. La cuenca del río Polochic tiene una extensión de 2811 km² e incluye la vertiente sur de la sierra de Chamá y la vertiente norte de la sierra de las Minas. El río Cahabón, uno de sus mayores afluentes, se une al Polochic en Panzós.
Es tan importante este río para Guatemala que se escribió una canción en marimba que lleva su nombre.

## Historia
El valle del río Polochic estuvo habitado desde tiempos remotos por población kekchí y pokomchí. Tras la Reforma Liberal de 1871, el presidente Justo Rufino Barrios (1873-1885) comenzó la adjudicación de tierras de la zona a agricultores alemanes..  El Decreto 170 (o Decreto de Redención de Censos) facilitó la expropiación de las tierras a los indígenas en favor de los alemanes, al propiciar la venta en pública subasta de las tierras comunales.  Desde esta época, la principal actividad económica fue la agroexportadora, especialmente de café, banano y cardamomo. La propiedad comunal, dedicada a cultivos de subsistencia, se convirtió en propiedad privada dirigida al cultivo y comercialización a gran escala de productos agrarios. Por tanto, las características fundamentales del sistema productivo desde esa época fueron la acumulación de la propiedad en pocas manos, y una especie de «servidumbre de finca», basada en la explotación de los «mozos colonos».
En la década de 1880 Panzós era un importante puerto fluvial utilizado para la exportación del café; la producción era llevada en yuntas por las maltrechas veredas, o en piraguas por los riachuelos que desembocaban en el área. y de allí era transportada en embarcaciones de mayor calado hacia el mar Caribe y luego a Europa o a otros destinos.  Esto cambió en la déca de 1890, con la construcción del Ferrocarril Verapaz.

### Ferrocarril Verapaz
El Ferrocarril Verapaz fue fundado el 15 de enero de 1894 mediante la firma de un contrato por noventa años entre el estado de Guatemala -presidido por el General José María Reina Barrios- y el señor Walter Dauch, representante de la compañía «Ferrocarril Verapaz & Agencia del Norte Limitada». Este contrato preveía la construcción, mantenimiento y explotación de un tramo de ferrocarril entre el Puerto Fluvial de Panzós y el paraje de Pancajché, de treinta millas de extensión. El tren de pasajeros hacía sus servicios dos veces a la semana, los días lunes y jueves; además los días miércoles de cada semana llegaba al municipio de Panzós un barco de correos con pasajeros y carga procedente de Livingston, Izabal. Además de las terminales en Panzós y Pancajché, había estaciones en Santa Rosita, La Tinta, y Papalhá. 
En 1898, se reportó que dada la riqueza del café producido en Cobán, que en ese entonces era la tercera ciudad más grande de Guatemala, se estaba ampliando el ferrocarril desde Panzós hasta esa ciudad..  El ferrocarril estuvo en uso continuo hasta 1965.

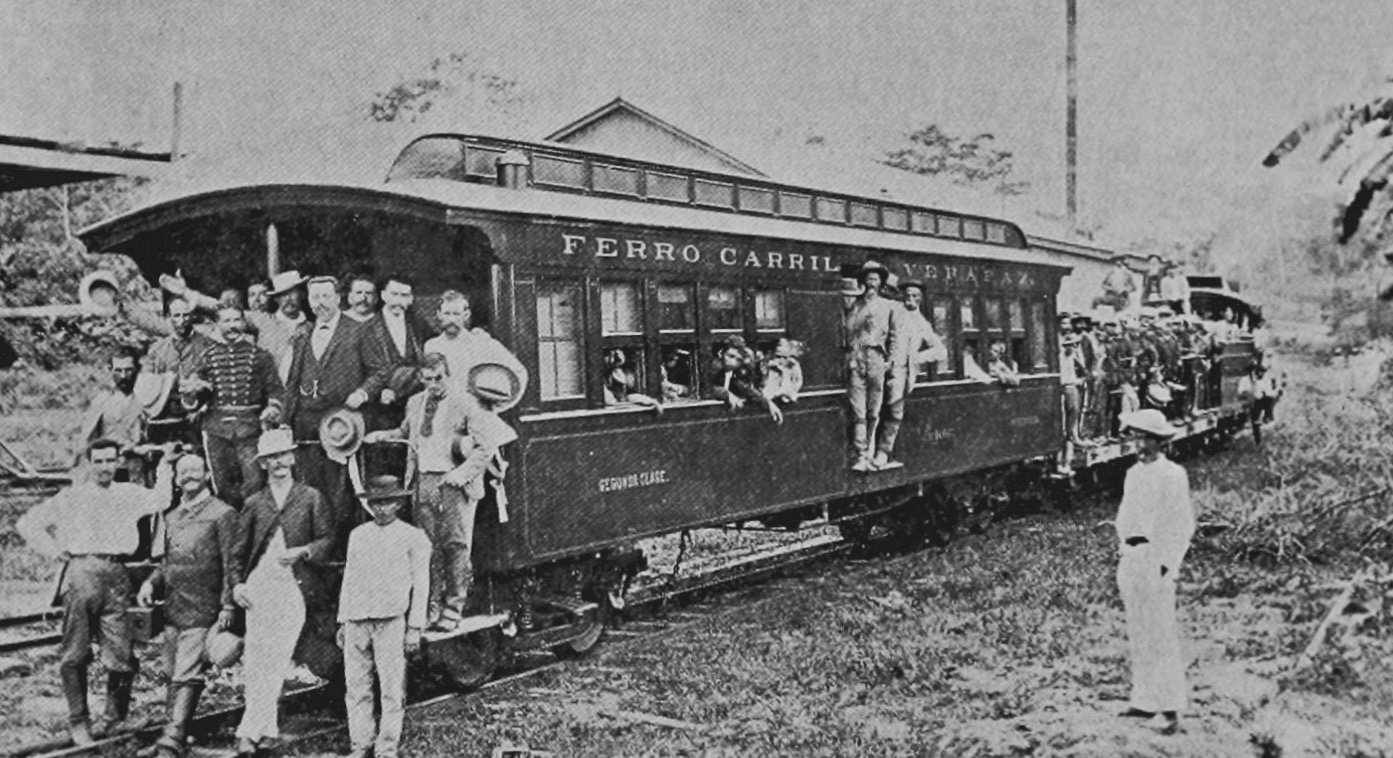
Viaje inaugural del Ferrocarril Verapaz en 1894.
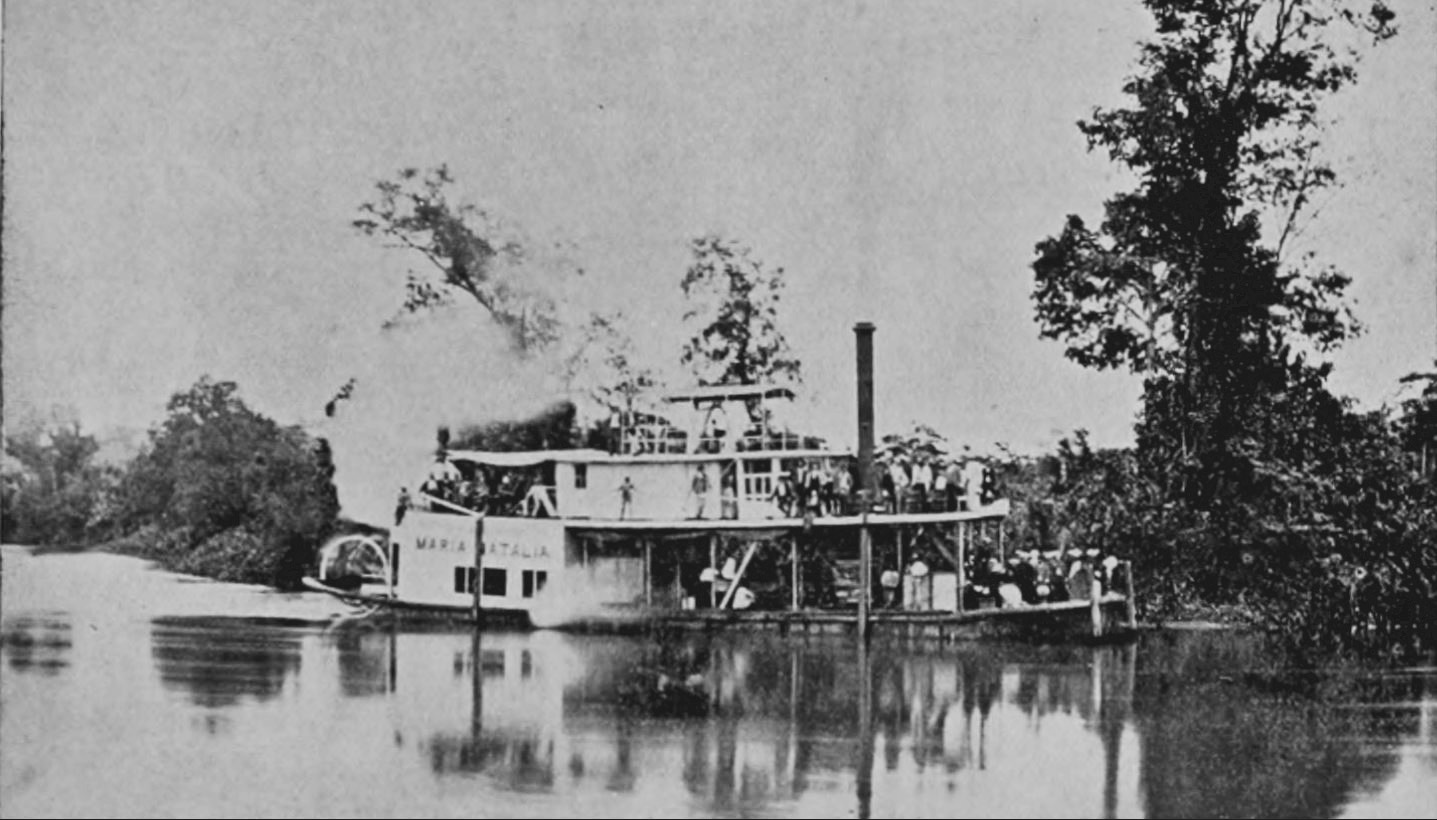
Vapor del ferrocarril Verapaz navegando por el río Polochic.
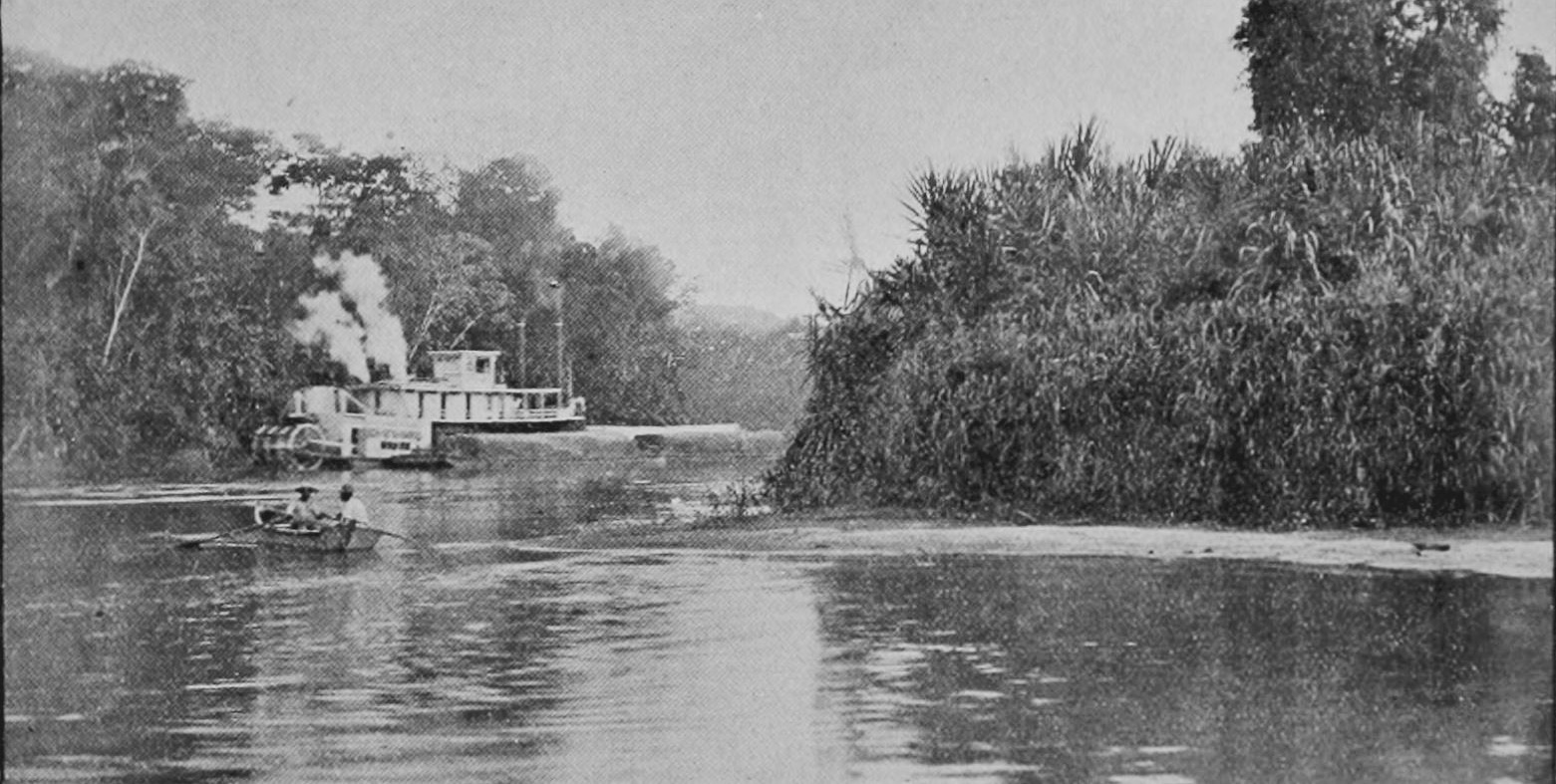
Vapor del ferrocarril Verapaz transportando café por el Polochic.
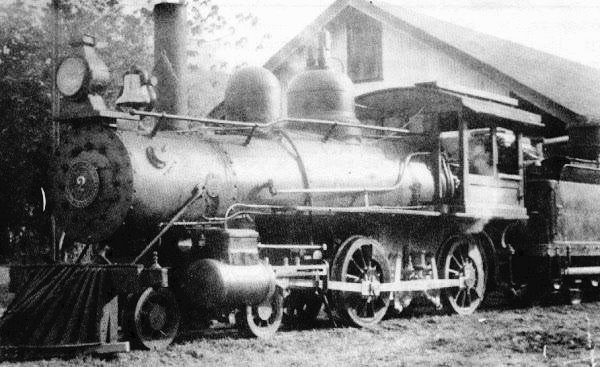
Locomotora del ferrocarril Verapaz en la década de 1900.